# Sápi Csaba
Sápi Csaba Imre (Derecske, 1971. szeptember 16.–) magyar nemzetközi labdarúgó-játékvezető. Polgári foglalkozása építőipari vállalkozó.

## Pályafutása

### Labdarúgóként
Gyerekkorában játékosként került kapcsolatba a labdarúgással, szülőhelyén Derecskén játszott különböző korosztályos csapatokban. Miután kiöregedett az ificsapatból, úgy érezte, felnőttszinten már nem tud maradandót alkotni.

### Nemzeti játékvezetés
Játékvezetésből 1989-ben Debrecenben vizsgázott. A Hajdú-Bihar megyei Labdarúgó-szövetség által üzemeltetett labdarúgó bajnokságokban kezdte sportszolgálatát. Első mérkőzése a Nyírábrány–Mikepércs serdülőtalálkozó volt. Fél év múlva már felnőtt mérkőzést vezetett. A megyei Játékvezető Bizottság (JB) javaslatára NB III-as, egyben országos utánpótlás bíró. Az MLSZ JB minősítésével 1993-tól NB II-es, 1995-től NB I/B-s, majd 1999-től NB I-es bíró. A nemzeti játékvezetést 2008-ban visszaminősítés miatt befejezte. NB I-es mérkőzéseinek száma: 110.
| Időpont           | Helyszín                        | Mérkőzés típusa          | Mérkőzés                                   | Eredmény | Nézők száma |
| ----------------- | ------------------------------- | ------------------------ | ------------------------------------------ | -------- | ----------- |
| 1999. március 20. | Sóstói úti stadion, Nyíregyháza | első NB I-es mérkőzése   | Nyíregyháza Spartacus FC–III. Kerületi TVE | 3 – 3    | 4000        |
| 2008. március 29. | Sóstói úti Stadion, Nyíregyháza | utolsó NB I-es mérkőzése | Nyíregyháza Spartacus FC–Paksi FC          | 1 – 2    | 2770        |

### Nemzetközi játékvezetés
A Magyar Labdarúgó-szövetség JB terjesztette fel nemzetközi játékvezetőnek, a Nemzetközi Labdarúgó-szövetség (FIFA) 2006-tól tartotta nyilván bírói keretében. A FIFA JB központi nyelvei közül a angolt beszéli. Több nemzetek közötti válogatott, valamint klubmérkőzésen a működő társának 4. bíróként segített. Korosztályos európai selejtezőket, valamint UEFA-kupa (5) mérkőzéseket vezetett. Az UEFA JB-től rendre jó visszajelzéseket kapott (MLSZ JB) bíráskodásával kapcsolatban. 2008 nyarán az MLSZ JB kizárta az NB I-ből, nemzetközi pozíciójából visszahívta.

## Sportvezetőként
Hajdú-Bihar megyei JB tagja, a megyei játékvezetők instruktora (ellenőr, oktató, mentor). 2012-től országos ellenőr.

## Szakmai sikerek
A Nemzeti Sport osztályzatai alapján, egész éves remeklésének köszönhetően, a 2003/2004 szezonban az Év Játékvezetője címet kapta. 10 mérkőzés értékelésének átlaga - 8,20 -, a 2. helyen végzett Bede Ferenc 14 mérkőzés átlaga - 7,92 - volt. A tudósítók 1-től 10-ig osztályozzák a bírók teljesítményét, akik a helyszínen, "élesben" hozzák meg döntéseiket.

## Pozitív sztori
Legelső felnőttmérkőzésén, a Polgár–Hajdú Volán összecsapáson az egyik dühös játékosnak felmutattam a sárga lapot. A vétkes labdarúgó kivette a kezéből a lapot és visszatette a zsebébe. Nem állította ki (!) a sportszerűtlen játékost, emiatt a játékvezető-ellenőr rendesen leszidta.

## Külső hivatkozások
- Sápi Csaba. World Referee. [2016. március 4-i dátummal az eredetiből archiválva]. (Hozzáférés: 2015. december 31.)
- Sápi Csaba. sportmedia.hu. [2015. december 8-i dátummal az eredetiből archiválva]. (Hozzáférés: 2015. december 31.)
- Sápi Csaba. focibiro.hu. (Hozzáférés: 2020. november 22.)
- Sápi Csaba. nela.hu. (Hozzáférés: 2015. december 31.)
- Sápi Csaba. nb1.hu. (Hozzáférés: 2015. december 31.)[halott link]